# 与良村
与良村（よらむら）は、長崎県下県郡にあった村。1912年（明治45年）に久田村と豆酘村に分割された。
現在の対馬市厳原町の南部にあたる。

## 地理
対馬島の最南端に位置する。
- 山：矢立山、竜良山、木槲山（もっこくやま）、増木庭山、舞石ノ壇山、河原田山、板置山、小鳥毛山、松無山、雲刺山、尖山、在家山、碇隅山、神山、下崎山、宮ノ岳山、下原山
- 島嶼：内院島、輪島
- 河川：内院川、瀬川
- 港湾：豆酘漁港（豆酘・浅藻）

## 沿革
当村域の一帯について、中世は「与良郡」「佐須郡」「酘豆郡」の各一部、近世は「与良郷」「佐須郷」「豆酘郷」の各一部に属した。また『津島紀事』によれば、与良郷内には1府30村、佐須郷内には9村、豆酘郷内には3村 が属していたとされる。与良郷・佐須郷・豆酘郷は対馬島内の他の各郷とともに明治5年に廃止された。
- 1908年（明治41年）4月1日 - 島嶼町村制施行により、豆酘村・尾浦村・安神村・久和村・与良内院村・豆酘内院村・豆酘瀬村・佐須瀬村・内山村が合併し下県郡与良村が発足[11]。
- 1912年（明治45年）4月1日 - 与良村が以下の2村に分割され、自治体として消滅。

1. 厳原町の一部（大字久田）と与良村の一部（大字尾浦・安神・久和・与良内院・豆酘内院・豆酘瀬・佐須瀬・内山）が合併し、久田村が発足。
2. 与良村の残部（大字豆酘）を豆酘村として分立。

## 地名
大字を行政区域とする。
- 安神（あがみ）
- 内山（うちやま）
- 尾浦（おうら）
- 久和（くわ）
- 佐須瀬（さすせ）
- 豆酘（つつ）
- 豆酘瀬（つつせ）
- 豆酘内院（つつないいん）
- 与良内院（よらないいん）

## 名所・旧跡
- 多久頭魂神社
- 高御魂神社